# Tres Cases
Tres Cases – miejscowość w Hiszpanii, w Katalonii, w prowincji Girona, w comarce Alt Empordà, w gminie Avinyonet de Puigventós.
Według danych INE z 2005 roku miejscowość zamieszkiwało 6 osób.